# فيتوريا غيمارايش
نادي فيتوريا الرياضي (المعروف شعبياً باسم فيتوريا غيمارايش)، نادي كرة قدم برتغالي محترف مقره في غيمارايش تأسس 22 سبتمبر 1922. يتنافس في دوري الدرجة الأولى لكرة القدم في البرتغال.
احتل فيتوريا غيماريش المركز الثالث في الدوري البرتغالي أربع مرات، آخرها في موسم 2007–08. فاز الفريق بكأس البرتغال عام 2013 وكأس السوبر البرتغالي عام 1988 واحتل المركز الثاني في ست بطولات أخرى.
ينافس النادي بانتظام في المسابقات الأوروبية، حيث كان أفضل إنجاز له هو الوصول إلى ربع نهائي كأس الاتحاد الأوروبي 1986–87.

## وصلات خارجية
- الموقع الرسمي
- Detailed up-to-date Vitoria Guimaraes news (in English)
- Vitória Sempre Unofficial website & forum
- SempreVitoria Unofficial blog
- Portuguesefutebol.com Your source for Portuguese football in English.
- Vitoria Guimaraes the website of polish fan
- Guimaraes info at PSNL Soccer
- Virtual museum made by a fan with scarfs and game tickets Click 'Exposição' to see a list of scarfs and tickets